# Wang Su-bok
Wang Su-bok (hangeul : 왕수복 ; hanja : 王壽福 ; MR : Wang Supok) est une chanteuse coréenne née 5 mars 1917 et morte le 1er juin 2003 à Pyongyang. Elle est populaire lors de la période de colonisation du pays par le Japon, puis rejoint la Corée du Nord.